# ロドニー・マシューズ
ロドニー・マシューズ（Rodney Matthews、1945年7月6日 - ）は、イングランド出身のイラストレーター、美術作家、ブックカバーデザイナー、アニメーター、ドラマー。

## 略歴
1945年7月6日、イングランドのサマセット州クラットン農区（現: バース・アンド・ノース・イースト・サマセット）のポールトン生まれ。幼少期の頃から美術に関心を示す少年だった。
ブリストルの大学で美術を学び、同郷の画家アンソニー・ロッシター（Anthony Rossiter）に師事した。退学して広告代理店で働く傍ら、ドラマーとしてバンド活動を始め音楽に関わりを持つ。1970年にデザイン会社を開業し、美術作家として本格始動する。
以降、数々のアーティスト作品のイラストやカバーアートのデザイナーを務めた。特に1970年代には、SF作家 マイケル・ムアコックやアンドレ・ノートンらの刊行物など、ポスターやブックカバーを数多く手掛ける。1990年代にはアニメーションの分野にも進出。また近年も時折、音楽活動に携わり作品を発表している。
妻であるサラ・マシューズ（Sarah Matthews）は作家であり、ロドニーとの共作やマネージメントも担っている。

## スタイル
マシューズのイラストはファンタジックな世界観が特徴で、メカ生体的なデザインなども得意としている。同じ傾向のロジャー・ディーンとよく比較された。
特に、英ハードロック・バンド「マグナム」のカバーアートを数多く手掛けている。

## ディスコグラフィ
※アートワークも含む

### アルバム
Frog Riders
- 『Utterly Spontaneous』（2012年）

Rodney Matthews & Jeff Scheetz with Oliver Wakeman
- 『Trinity』（2019年）- Box Set

### シングル
Rudi Dobson & Rodney Matthews
- 「The House on the Rock」（1992年）

Squidd
- 「Twice Upon A Time」（2003年）

Jeff Scheetz, Rodney Matthews & Friends
- 「I Saw Three Ships」（2015年）

Rodney Matthews & Oliver Wakeman
- 「In The Bleak Midwinter」（2019年）

Rodney Matthews & Friends
- 「Lost In The Wild Wood」（2023年）

## カバーアート提供作品

### マグナム
Magnum
- 『Chase the Dragon - チェイス・ザ・ドラゴン』（1982年）
- 『The Eleventh Hour - ジ・イレヴンス・アワー!』（1983年）
- 『On a Storyteller's Night - オン・ア・ストーリーテラーズ・ナイト』（1985年）
- 『Mirador』 - コンピレーション盤（1987年）
- 『Kingdom of Madness』- Reissue盤（1988年）
- 『Magnum II』- Reissue盤（1988年）
- 『Foundation』 - Box set（1990年）
- 『Sleepwalking』（1992年）
- 「Only In America」 - シングル（1992年）
- 『Archive』（1993年）
- 『Stronghold』（1997年）
- 『A Winter's Tale』 - DVD（2003年）
- 『Princess Alice and the Broken Arrow - プリンセス・アリス・アンド・ザ・ブロークン・アロウ』（2007年）
- 『Wings of Heaven Live』（2008年）
- 『Into The Valley Of The Moonking』（2009年）
- 『The Gathering』 - Box set（2010年）
- 『The Visitation』 - スタンダード盤（2011年）
- 『On the 13th Day』（2012年）
- 『Escape from the Shadow Garden』（2014年）
- 『Sacred Blood "Divine" Lies』（2016年）
- 『Lost on the Road to Eternity』（2018年）
- 『The Serpent Rings』（2020年）
- 『Dance of the Black Tattoo』 - コンピレーション盤（2021年）
- 『Here Comes the Rain』（2024年）

### その他
※以下、アルファベット順
20th Century Steel Band
- 『Yellow Bird Is Dead』（1976年）

Al Jones
- 『Jonesville』（1972年）

Allen-Lande
- 『The Battle』（2005年）
- 『The Revenge』（2007年）
- 『The Showdown』（2010年）

Amon Düül II - アモン・デュールII
- 『Live In London』（1973年）

Art Rosenbaum
- 『Five String Banjo』（1973年）

ASIA - エイジア
- 『Aqua - アクア』（1992年）
- 「Who Will Stop The Rain ?」 - シングル（1992年）
- 『Arena - アリーナ』（1996年）
- 『Archiva Vol.1』（1996年）
- 『Archiva Vol.2』（1996年）
- 『Different Worlds Live』（2003年）
- 『Live In Moscow』 - DVD（2003年）

Atkins/May Project
- 『Serpents Kiss』（2011年）
- 『Valley Of Shadows』（2012年）
- 『Empire of Destruction』（2014年）

Avantasia
- 『The Mystery of Time』（2013年）
- 『Here Be Dragons』（2025年）

Barclay James Harvest - バークレイ・ジェイムス・ハーヴェスト
- 『Caught In The Light』（1993年）
- 『25th Anniversary Concert』 - DVD（2003年）

Bitches Sin
- 『Predator』（1982年）

Blind Golem
- 『A Dream Of Fantasy』（2020年）
- 『Wunderkammer』（2024年）

Blood Incantation
- 『Absolute Elsewhere』（2024年）

Bo Hansson
- 『Music Inspired By Lord Of The Rings』 - Reissue盤（1977年）

Bob Catley
- 『Immortal』（2008年）

Bola Sete
- 『Ocean』 - UK盤（1976年）

Brinsley Schwarz - ブリンズリー・シュウォーツ
- 『Original Golden Greats』（1974年）

Butterfly
- 『Doorways Of Time』（2020年）

Captain Lockheed and the Starfighters
- 「Ejection」 - EP（1973年）

Caronte
- 『Magos y Dragones』（1987年）

Crucifer
- 『Hellbound Angel』（1996年）

Diamond Head - ダイアモンド・ヘッド
- 『Borrowed Time - 偽りの時』（1982年）
- 『Am I Evil』（1987年）

Dartington String Quartet
- 『Shostakovich: 4th & 9th String Quartets』（1973年）

Dave Carlsen（Dave Clarke）
- 『Pale Horse』（1972年）

Dave Evans
- 『Elephantasia』（1972年）

David Stone & Allan Schiller
- 『Delius: Sonatas Nos 2 & 3 For Violin & Piano. Légende』（1973年）

Detritus
- 『Perpetual Defiance』（1990年）

Dukes of the Orient
- 『Dukes of the Orient』（2018年）

Duffy Power
- 『Duffy Power』（1973年）

Ellesmere
- 『Wyrd』（2020年）
- 『Stranger Skies』（2024年）

Eloy - エロイ
- 『Planets』 - UK盤（1981年）
- 『Time To Turn』 - UK盤（1982年）
- 『Metromania』（1984年）

Fred Wedlock
- 『The Folker』（1971年）
- 『Frollicks』（1973年）

Frog Riders
- 『Utterly Spontaneous』（2012年）

Full Moon
- 『Full Moon』（1989年）

Geoff Whitely Project
- 『Confidential Whispers』（2012年）
- 『Yetoto』（2013年）

Geoffrey Woodruff
- 「Live」 - シングル（1974年）

Gethsemane Rose
- 『Tattered 'N' Torn』（1993年）

Halfbreed
- 『Halfbreed』（1975年）

Hamish Imlach
- 『All Round Entertainer』（1973年）

Hawkwind - ホークウインド
- 『Welcome To The Future』（2003年）
- 『Out Of The Shadows』 - DVD（2004年）

Hunt & Turner
- 『Magic Landscape』（1972年）

Ian A. Anderson - イアン・A・アンダーソン
- 『A Vulture Is Not A Bird You Can Trust』（1971年）
- 『Singer Sleeps On As Blaze Rages』（1972年）

Infected Virulence
- 『Music Of Melkor』（2016年）

Jeff Scheetz
- 『Behind The Mask』（2008年）
- 『I Saw Three Ships』-  シングル（2014年）

John Lawton Band - ジョン・ロートン
- 『Shakin' The Tale』（2004年）

Motherlode
- 『The Sanctuary』（1986年）

Nazareth - ナザレス
- 『No Mean City』（1979年）
- 「May The Sun Shine」 - シングル（1979年）
- 『The Very Best of Nazareth』 - Reissue盤（2006年）
- 『No Means Of Escape』 - BD/DVD（2015年）

Oliver Wakeman & Clive Nolan
- 『Jabberwocky』（1999年）

Peter Lawrence
- 「Old Pete's Christmas Story」 - EP（1974年）
- 「Old Pete's」 - シングル（1974年）

Pigsty Hill Light Orchestra
- 『Piggery Jokery』（1971年）

Praying Mantis - プレイング・マンティス
- 「Praying Mantis」 - シングル（1980年）
- 『Time Tells No Lies - 戦慄のマンティス』（1981年）
- 「Cheated」 - EP（1981年）
- 『Predator in Disguise - プレデター・イン・ディスガイズ』（1991年）
- 『Legacy - レガシー』（2015年）
- 『Gravity - グラヴィティ』（2018年）

Rick Wakeman - リック・ウェイクマン
- 『The Word and The Gospels』 - VHS（1988年）
- 『2000 A.D. Into the Future』（1991年）
- 『The New Gospels』（1995年）
- 『Fields of Green』（2014年）

Rodd & Marco
- 『Jurassic Church』（1994年）

The Rolling Stones - ローリング・ストーンズ
- 『Another Time Another Place』 - コンピレーション盤（2016年）
- 『Time on Our Side』 - コンピレーション盤（2017年）
- 『Painted Black』 - コンピレーション盤（2017年）
- 『Gold From The Brian Jones Era』 - コンピレーション盤（2019年）

Roxxcalibur
- 『NWOBHM For Muthas』（2009年）
- 『Lords Of The NWOBHM』（2011年）

Scorpions - スコーピオンズ
- 『Lonesome Crow - 恐怖の蠍団』 - UK.Reissue盤（1982年）

Seventh Angel
- 『The Torment』（1990年）
- 『Lament For The Weary』（1992年）

Seeing Red
- 『Keep the Fire Burning』（2016年）

Spirits Burning & Michael Moorcock - スピリッツ・バーニング & マイケル・ムアコック
- 『The End Of All Songs - Part 1』（2023年）

Stairway
- 『No Rest: No Mercy』（1993年）
- 『Interregnum』（2010年）
- 『Power And Glory』（2016年）

Starquake
- 『Times That Matter』（2015年）

Steve Hackett - スティーヴ・ハケット
- 『Horizons』 - DVD（2003年）

Stefan Grossman
- 『The Gramercy Park Sheik』 - ロゴのみ（1972年）
- 『Aunt Molly's Murray Farm』 - Reissue盤（1973年）

Stormzone
- 『Caught in the Act』（2007年）
- 『Death Dealer』（2010年）

Squidd
- 『Twice Upon A Time』（2003年）

Thin Lizzy - シン・リジィ
- 「New Day」 - EP（1971年）

Tiger Moth
- 『Tiger Moth』（1984年）
- 『Howling Moth』（1988年）

Tradia
- 『Welcome to Paradise』（1995年）

Tygers of Pan Tang - タイガース・オブ・パンタン
- 『Crazy Nights』（1981年）
- 『Ambush』（2012年）

Uriah Heep - ユーライア・ヒープ
- 『Live In The U.S.A』（2003年）
- 『Magic Night』（2004年）
- 『Between Two Worlds』 - DVD（2005年）

V-Rats
- 『Intelligent Design』（2008年）

Vassar Clements - バッサー・クレメンツ
- 『Hillbilly Jazz Vol.1』（1975年）
- 『Hillbilly Jazz Vol.2』（1975年）

Veni Domine
- 『Fall Babylon Fall』（1992年）
- 『Material Sanctuary』（1994年）

V.A.
- 「The Great White Dap」 - EP（1971年）
- 『This Is How It all Began』 - UK.Reissue盤（1972年）
- 『Contemporary Ragtime Guitar』（1973年）
- 『Some People Play Guitar Like A Lotta People Don't ! 』（1974年）
- 『White Metal Warriors - Last Ship Home』（1991年）
- 『The Guitar Wizards: Presented By Mick Box』 - DVD（2003年）
- 『The International Classic Rock Festival』 - DVD（2003年）
- 『Folk Rock Anthology』 - DVD（2003年）
- 『Hard Rock Anthology』 - DVD（2003年）
- 『The Progressive Rock Anthology』 - DVD（2003年）
- 『The Underground Anthology』 - DVD（2003年）
- 『Rock Anthems』 - DVD（2003年）
- 『Keyboard Wizards - The Ultimate Anthology』 - DVD（2004年）

## 書籍

### 画集
- In Search of Forever（1985年）
- 永遠の幻想 ロドニー・マシューズのSFファンタジー（1987年、日本テレビ）
- Last Ship Home（1989年）
- Voyages Extrêmes（1990年）
- The Rodney Matthews Portfolio（1990年）
- The Rodney Matthews Portfolio 2nd（1993年）
- Rodney Matthews（Paper Tiger Miniatures）（1994年）
- Countdown to Millennium（1997年）

### イラストブック
- The Blue Planet Series（1974年）
- Yendor
  - The Journey of a Junior Adventurer（1978年）
  - The Land of the Googolsaurs Bundle（2025年）
- マイケル・ムアコック『Stormbringer』（1980年）
- Norse Myths and Legends（1986年）
- Greek Myths and Legends（1987年）
- Greek and Norse Legends（1987年）
- マイケル・ムアコック『Elric at the End of Time』（1987年）
- Tales of King Arthur（1994年）
- Tales of King Arthur & His Knights（1998年）
- The Snugldorfs（1999年）
- Templar's Collectors Classics Series『不思議の国のアリス』（2008年）
- The Fantastic Intergalactic Adventures of Stanley & Livingston（2010年）
- The Official Rodney Matthews Colouring Book（2022年）[5]
- Oddney's Otherland（2024年） - 著者サラ・マシューズ

### ペーパーバック
- マイケル・ムアコック
  - Legends From the End of Time (1976)
  - The End of All Songs (1976)
  - The Transformation of Miss Mavis Ming (1976)
  - England Invaded (1977)
  - The Bull & The Spear (1979)
  - The Knight of the Swords (1979)

- クラーク・アシュトン・スミス
  - Other Dimensions: Volume 1 (1976)
  - Other Dimensions: Volume 2 (1976)

- アンドレ・ノートン
  - Spell of the Witch World (1977)
  - Three Against the Witch World (1977)
  - Web of the Witch World (1977)
  - Witch World (1977)
  - Sorceress of the Witch World (1978)
  - The Year of the Unicorn (1978)
  - Trey of Swords (1978)
  - Warlock of the Witch World (1978)

- エイブラハム・メリット
  - The Face in the Abyss (1977)
  - The Moon Pool (1977)

- ステファン・R・ロウヘッド
  - The Paradise War (1990)
  - The Silver Hand (1991)
  - The Endless Knot (1992)

- ジョン・クロウリー / Beasts (1978)
- パトリシア・A・マキリップ / The Forgotten Beasts of Eld (1978)
- ロバート・アスプリン / The Bug Wars (1979)
- ジャック・ヴァンス / Green Magic (1988)

他多数